# Koala's March
Koala's March (コアラのマーチ, Koara no māchi) is een snack met een zoete vulling, gemaakt door Lotte. Het product verscheen voor het eerst in Japan in maart 1984.
Er bestaan meerdere soorten met verschillende vullingen, zoals chocolade en matcha-smaak.